# Mauro Goicoechea
Pour les articles homonymes, voir Goicoechea.
Mauro Goicoechea, né le 27 mars 1988 à Montevideo en Uruguay, est un footballeur italo-uruguayen évoluant au poste de gardien de but au CA Boston River.

## Biographie
Repéré pour ses bonnes performances en Uruguay, son pays natal, Mauro Goicoechea est prêté au club italien de l'AS Rome par son club de Danubio FC. Son prêt n'étant pas converti en transfert définitif, il rejoint durant une saison l’Oțelul Galați en Roumanie. Il s’engage ensuite avec le FC Arouca, où il joue la saison 2014-2015.
Le 14 juillet 2015, il est transféré au Toulouse FC, après que les jeunes gardiens lancés, Ali Ahamada et Zacharie Boucher n’ont pas donné entière satisfaction. Il débute en Ligue 1 à la place de titulaire dès la première journée par une victoire 2 à 1, le 9 août 2015, face à Saint-Étienne. N'arrivant pas à garder sa cage inviolée et auteur de plusieurs erreurs, il partage son temps de jeu avec l'autre gardien et ancien titulaire, Ahamada avant que les deux gardiens soient relégués dans la hiérarchie du poste par le jeune Alban Lafont âgé de 16 ans. L'arrivée de Pascal Dupraz à la tête de l'effectif ne change pas cette nouvelle hiérarchie et l'Uruguayen reste à cette place de deuxième gardien.
Après le départ de Lafont pour la Fiorentina en 2018, le club recrute Baptiste Reynet et Mauro Goicoechea demeure en position de doublure. Mais en décembre 2018, il profite d'une suspension du titulaire pour être titularisé à Reims où il fait un match réussi qui voit Toulouse l'emporter 1-0. Le 10 mars 2019, Alain Casanova, l'entraîneur toulousain, le préfère à Reynet lors du match opposant le TFC à l'En avant Guingamp et garde sa cage inviolée durant les 90 minutes permettant à ses coéquipiers de s'imposer 1-0.
Le 22 février 2020, devenu troisième gardien, Goicoechea se retrouve titulaire contre Lille à la suite des forfaits de Kalinić et Reynet. Il connaît une rencontre difficile avec notamment une relance ratée qui est à l'origine du troisième but des Lillois lors d'une défaite 0-3. Le championnat est suspendu en mars 2020 à cause de la pandémie de Covid-19, ce qui entérine la relégation de Toulouse qui est dernier de Ligue 1 avec treize points au moment de l'arrêt.
Goicoecha demeure chez les Violets durant l'été 2020 et reste second gardien, derrière Maxime Dupé, la nouvelle recrue.
Mauro garde toujours le flocage Goicoechea sur son maillot mais à partir de la saison 2020-2021 la Ligue de football professionnel préfère inscrire Furia dans ses productions.
En fin de contrat depuis juin 2021, il retrouve un club dans son pays d'origine et s'engage avec Boston River.

## Statistiques
| Saison                | Club                  | Championnat           | Championnat | Championnat | Coupe nationale | Coupe nationale | Coupe de la Ligue | Coupe de la Ligue | Compétition(s) continentale(s) | Compétition(s) continentale(s) | Compétition(s) continentale(s) | Total | Total |
| Saison                | Club                  | Division              | M.          | B.          | M.              | B.              | M.                | B.                | Comp.                          | M.                             | B.                             | M.    | B.    |
| 2007-2008             | Danubio FC            | Primera División      | 2           | 0           | -               | -               | -                 | -                 | -                              | -                              | -                              | 2     | 0     |
| 2008-2009             | Danubio FC            | Primera División      | -           | -           | -               | -               | -                 | -                 | -                              | -                              | -                              | 0     | 0     |
| 2009-2010             | Danubio FC            | Primera División      | 17          | 0           | -               | -               | -                 | -                 | -                              | -                              | -                              | 17    | 0     |
| 2010-2011             | Danubio FC            | Primera División      | 30          | 0           | -               | -               | -                 | -                 | -                              | -                              | -                              | 30    | 0     |
| 2011-2012             | Danubio FC            | Primera División      | 30          | 0           | -               | -               | -                 | -                 | -                              | -                              | -                              | 30    | 0     |
| 2012-2013             | Danubio FC            | Primera División      | -           | -           | -               | -               | -                 | -                 | CS                             | 2                              | 0                              | 2     | 0     |
| Sous-total            | Sous-total            | Sous-total            | 77          | 0           | -               | -               | -                 | -                 | -                              | 2                              | 0                              | 79    | 0     |
| 2012-2013             | AS Rome (prêt)        | Série A               | 15          | 0           | 1               | 0               | -                 | -                 | -                              | -                              | -                              | 16    | 0     |
| Sous-total            | Sous-total            | Sous-total            | 15          | 0           | 1               | 0               | -                 | -                 | -                              | -                              | -                              | 16    | 0     |
| 2013-2014             | Oțelul Galați         | Liga I                | 15          | 0           | -               | -               | -                 | -                 | -                              | -                              | -                              | 15    | 0     |
| Sous-total            | Sous-total            | Sous-total            | 15          | 0           | -               | -               | -                 | -                 | -                              | -                              | -                              | 15    | 0     |
| 2014-2015             | FC Arouca             | Liga NOS              | 33          | 0           | 1               | 0               | -                 | -                 | -                              | -                              | -                              | 34    | 0     |
| Sous-total            | Sous-total            | Sous-total            | 33          | 0           | 1               | 0               | -                 | -                 | -                              | -                              | -                              | 34    | 0     |
| 2015-2016             | Toulouse FC           | Ligue 1               | 9           | 0           | 2               | 0               | 1                 | 0                 | -                              | -                              | -                              | 12    | 0     |
| 2016-2017             | Toulouse FC           | Ligue 1               | 2           | 0           | -               | -               | 1                 | 0                 | -                              | -                              | -                              | 3     | 0     |
| 2017-2018             | Toulouse FC           | Ligue 1               | -           | -           | 1               | 0               | -                 | -                 | -                              | -                              | -                              | 1     | 0     |
| 2018-2019             | Toulouse FC           | Ligue 1               | 8           | 0           | 2               | 0               | 1                 | 0                 | -                              | -                              | -                              | 11    | 0     |
| 2019-2020             | Toulouse FC           | Ligue 1               | 2           | 0           | 1               | 0               | 2                 | 0                 | -                              | -                              | -                              | 5     | 0     |
| 2020-2021             | Toulouse FC           | Ligue 2               | 0           | 0           | 1               | 0               | -                 | -                 | -                              | -                              | -                              | 1     | 0     |
| Sous-total            | Sous-total            | Sous-total            | 21          | 0           | 7               | 0               | 5                 | 0                 | -                              | -                              | -                              | 33    | 0     |
| Total sur la carrière | Total sur la carrière | Total sur la carrière | 161         | 0           | 9               | 0               | 5                 | 0                 | -                              | 2                              | 0                              | 177   | 0     |